# 司馬伋
司馬伋（?—?），字季思。南宋夏縣（今屬山西）人。
早年過繼為司马光的曾孫。以門蔭为右承务郎，紹興末年，通判處州。乾道二年（1166年），擔任建康（今南京）總領。乾道五年（1169年）十二月，帶領使團前往祝贺金世宗生日。淳熙四年（1177年），官吏部侍郎。淳熙六年（1179年），升宝文阁待制，改知平江。淳熙九年（1182年），知泉州。